# Cannomois nitida
Cannomois nitida är en gräsväxtart som först beskrevs av Christian Gottfried Daniel Nees von Esenbeck och Maxwell Tylden Masters, och fick sitt nu gällande namn av Neville Stuart Pillans. Cannomois nitida ingår i släktet Cannomois och familjen Restionaceae. Inga underarter finns listade i Catalogue of Life.